# Firmin der Ältere von Amiens

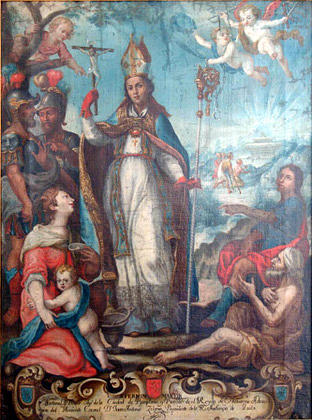
Der Heilige Firmin, 18. Jh., Pamplona

Firmin von Amiens, auch Firminus der Ältere oder Firminus der Märtyrer (* ca. 272 in Pompeiopolis, Hispanien; † ca. 303 in Samarobriva, Gallien), war im 3. Jahrhundert der erste Bischof von Amiens. Er starb als Märtyrer und wird als Heiliger verehrt.

## Leben
Über sein Leben ist nicht viel bekannt. Nach der Legende war er der Sohn eines römischen Beamten namens Firmo aus dem heutigen Pamplona. Seine Eltern sollen von Honoratus von Toulouse zum Christentum bekehrt worden sein und übergaben ihn Honoratus zur Erziehung. Mit 24 Jahren sei er zum Priester geweiht worden. Er soll ein so erfolgreicher Prediger gewesen sein, dass Honoratus ihn zum Missionsbischof weihte. Firminus soll in Agen, Clermont-Ferrand, und Angers gepredigt haben und dabei verschiedentlich eingekerkert und gegeißelt worden sein. Während der diokletianischen Verfolgung sei er im heutigen Amiens enthauptet worden.
Firmin der Jüngere von Amiens soll über seinem Grab die Kirche Saint-Acheul (heute in einem Vorort von Amiens) errichtet haben. 1187 und 1500 wurden Reliquien von Firmin nach Pamplona überführt.
Zu Ehren von San Fermin findet jedes Jahr vom 6. bis zum 14. Juli in Pamplona das Stadtfest Sanfermines statt, zu der – aufgrund seiner Enthauptung – alle Teilnehmer der Fiesta ein rotes Halstuch tragen. In der Kirche San Lorenzo in Pamplona befindet sich eine ihm geweihte Kapelle San Fermín.